# Do Santiago-A Capela (manzana)
Do Santiago-A Capela es una  variedad cultivar de manzano (Malus domestica) Esta manzana es originaria de Galicia muy extendida en la comarca Eumesa.

## Características
El manzano de la variedad 'Do Santiago-A Capela' tiene un vigor elevado. Tamaño grande y porte erguido.
Época de inicio de floración (promedio periodo 2005-2009): Intermedio-tardía (principios de la tercera decena de abril).
La variedad de manzana 'Do Santiago-A Capela' tiene un fruto de tamaño pequeño a mediano.
Forma variable, predominando la redonda algo achatada.
Cavidad del pedúnculo: Amplia y medianamente profunda. Bordes levemente ondulados. Fondo limpio o tomentoso, aisladamente aparece alguno con suave chapa ruginosa.
Pedúnculo mediano o largo y delgado. Presenta « russeting » en la cubeta peduncular y a veces de tipo jaspeado en las proximidades de la cubeta ocular, ojo cerrado o ligeramente abierto.
Color de la epidermis con color de fondo amarillo crema con sobre color mancha irregular rojo carmín oscuro, con lenticelas marcadas y textura cerosa en la superficie.
Carne blanco-crema teñida de tonos rojizos en las zonas próximas a la epidermis. Se puede comer con la piel. Sabor dulce, cuando más verde con una pequeña acidez. Muy aromática y medianamente jugosa.
Época de maduración a finales de julio y en agosto.